# Dąb Faun
Dąb Faun – pomnik przyrody, dąb szypułkowy (Quercus robur), rosnący na skraju lasu przy ulicy Sadowej w Lwówku Śląskim (dawniej Płakowice), szacowany na ponad 350 lat. Według pomiaru z 1989 roku, obwód jego pnia wynosił 470 cm.